# Верхний Хафель (район)
Верхний Хафель (нем. Oberhavel) — район в Германии. Центр района — город Ораниенбург. Район входит в землю Бранденбург. Занимает площадь 1796 км². Население — 203,2 тыс. чел. (2010). Плотность населения — 113 чел./км².
Официальный код района — 12 0 65.
Район подразделяется на 19 общин.
| Год  | Население |
| ---- | --------- |
| 1990 | 169 086   |
| 1995 | 170 505   |
| 2000 | 192 123   |
| 2005 | 200 184   |
| 2010 | 203 124   |
| 2015 | 207 524   |
| 2020 | 214 234   |

## Города и общины
1. Ораниенбург (41 891)
2. Хеннигсдорф (25 940)
3. Хоэн-Нойендорф (24 349)
4. Мюленбеккер-Ланд (14 048)
5. Цеденик (13 895)
6. Фельтен (11 840)
7. Глинике (10 973)
8. Оберкремер (10 655)
9. Лёвенбергер-Ланд (8077)
10. Биркенвердер (7819)
11. Креммен (7128)
12. Легебрух (6621)
13. Фюрстенберг (6253)
14. Гранзе (5967)
15. Либенвальде (4335)
16. Штехлин (1248)
17. Зонненберг (889)
18. Гросвольтерсдорф (862)
19. Шёнермарк (438)

(30 сентября 2010)